# Haworth (Regno Unito)
Haworth (6.000 ab. ca.) è un villaggio della contea inglese del West Yorkshire, nella regione di Yorkshire e Humber (Inghilterra nord-orientale), situato ai piedi dei Monti Pennini e facente parte - dal punto di vista amministrativo - della parrocchia civile di Haworth, Cross Roads and Stanbury e del distretto della città di Bradford.
Il villaggio è famoso soprattutto come il luogo dove vissero le sorelle Brontë, tanto che la zona in cui si trova ha preso il nome di Brontë Country e che molti dei principali luoghi d'interesse, situati anche nei dintorni, prendono il nome da quello delle tre scrittrici.

## Geografia fisica

### Collocazione
Haworth si trova al confine con la contea del Lancashire, nelle immediate vicinanze di Halifax, Bradford e Leeds e a nord di Hebden Bridge.

## Società

### Evoluzione demografica
Al censimento del 2001, Haworth contava una popolazione pari a 6.078 abitanti.

## Storia
Haworth si sviluppò a partire dal 1840 grazie all'industria tessile e manifatturiera.

## Architettura
Il villaggio presenta strade in acciottolato ed ha in gran parte conservato l'aspetto che aveva nel XIX secolo.
Lungo la via principale, la Main Street, si trovano caffè, pub, sale da tè, ecc.

## Edifici e luoghi d'interesse

### Chiesa parrocchiale
La Haworth Parish Church, risale alla fine del XIX secolo e fu realizzata al posto della vecchia chiesa parrocchiale, demolita nel 1879.

### Brontë Parsonage Museum
Il Brontë Parsonage Museum è un museo dedicato alle scrittrici Anne, Charlotte ed Emily Brontë, che è stato allestito nella casa georgiana, risalente al 1778-1779,  in cui le tre sorelle vissero a partire dal 1820 insieme al padre, nonché reverendo Patrick e al fratello Branwell e in cui composero i loro romanzi più celebri. Nelle stanze, rimaste com'erano all'epoca, sono esposti manoscritti, lettere e oggetti vari appartenuti alle scrittrici, vi si trova inoltre una piccola statua e una breve biografia di Charlotte Brontë redatta dalla sua amica Elizabeth Gaskell.

### Top Withens
Nei dintorni di Haworth si trova Top Withens o Top Withins, una fattoria (ora in rovina), che si suppone abbia ispirato la descrizione della casa di Heathcliff fatta da Emily Brontë nel suo romanzo Cime tempestose (Wuthering Heights).

## Amministrazione

### Gemellaggi
- Haworth (New Jersey), Stati Uniti d'America
- Machu Picchu, Perù[11]

## Galleria d'immagini

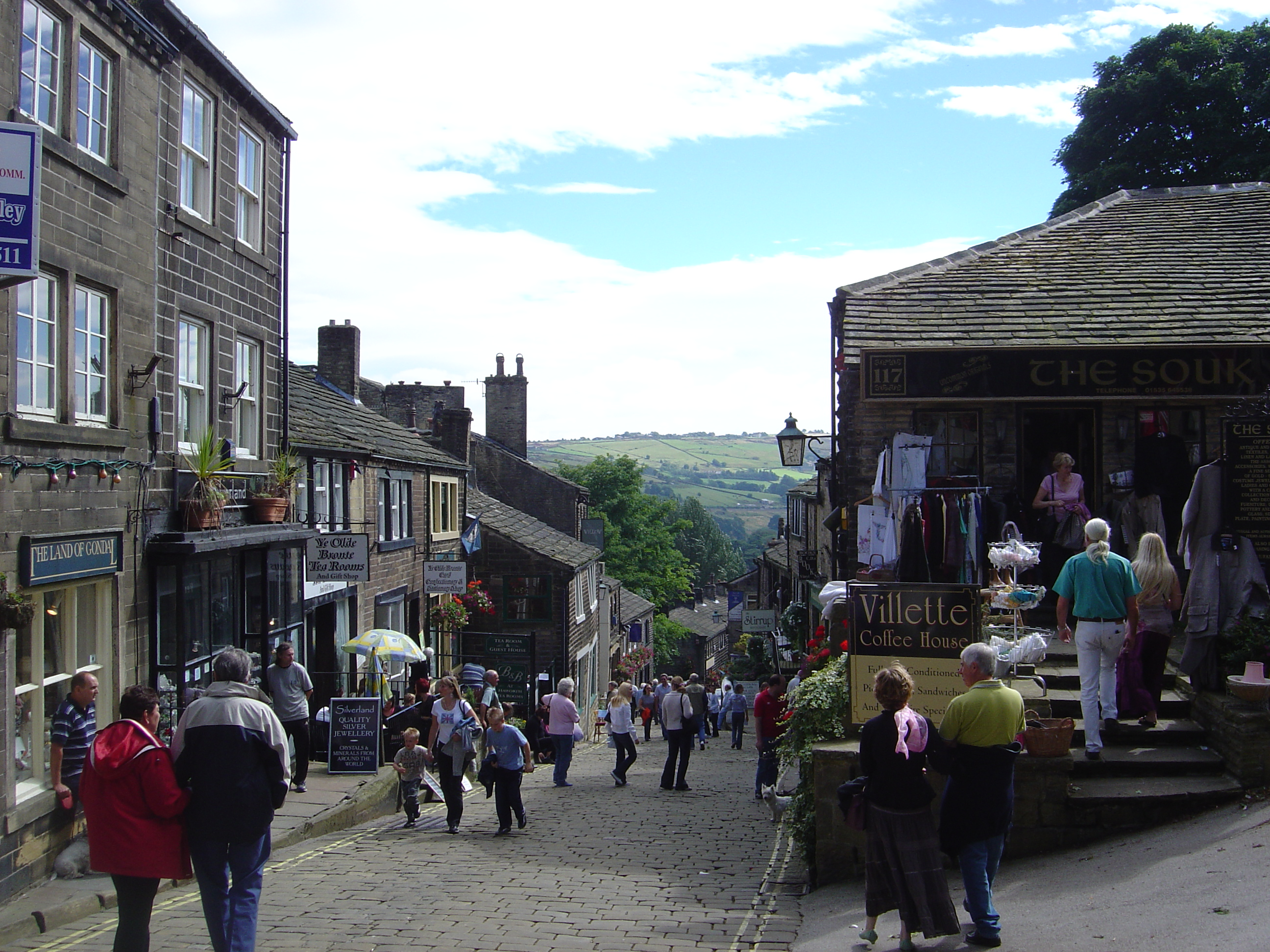
La via principale di Haworth
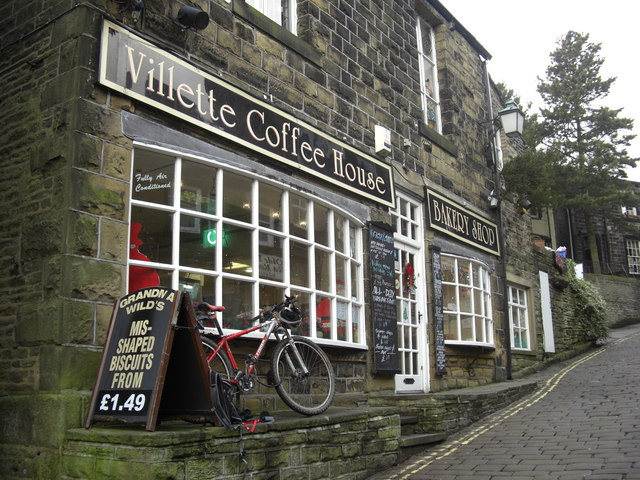
Un caffè nella via principale di Haworth
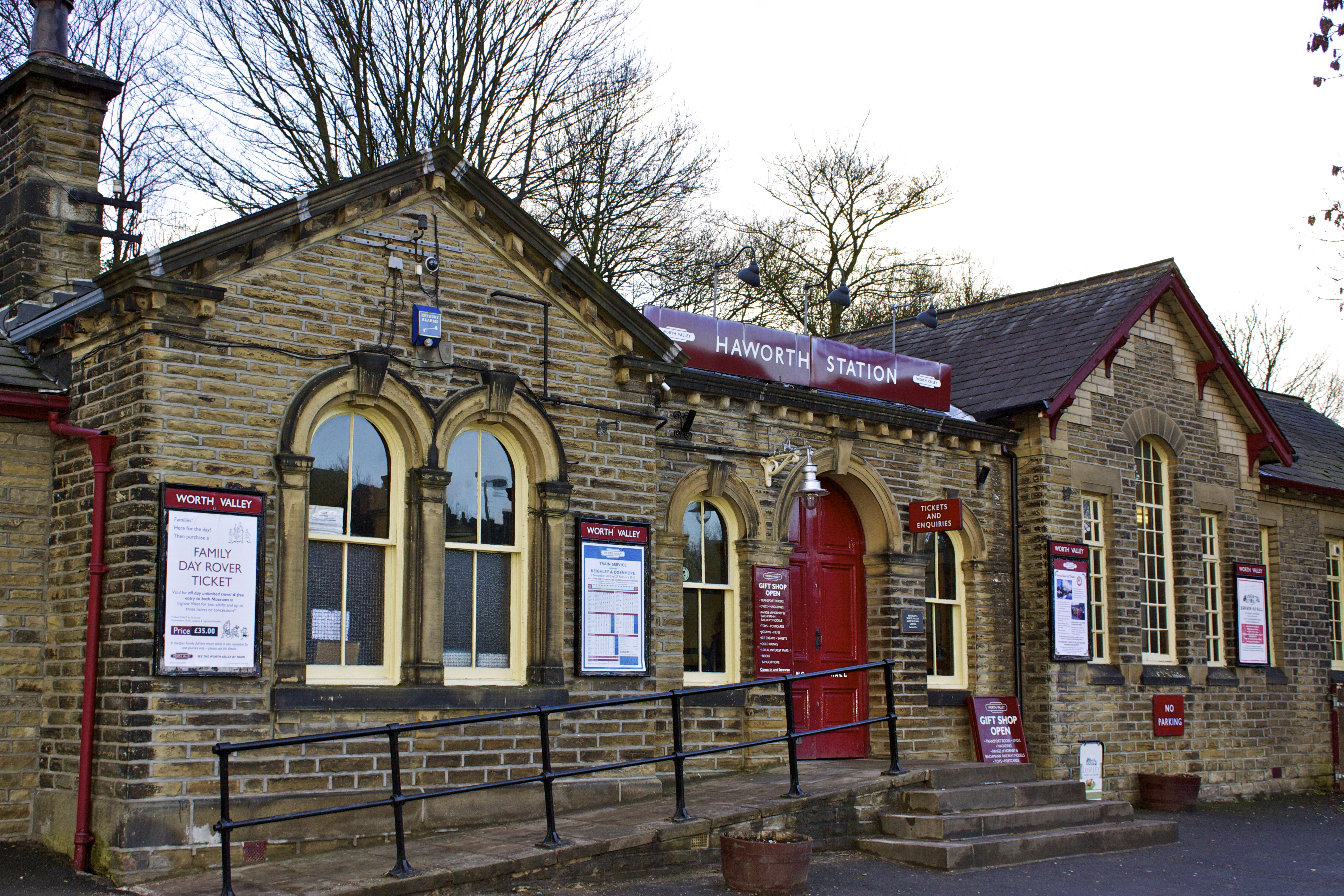
La stazione di Haworth
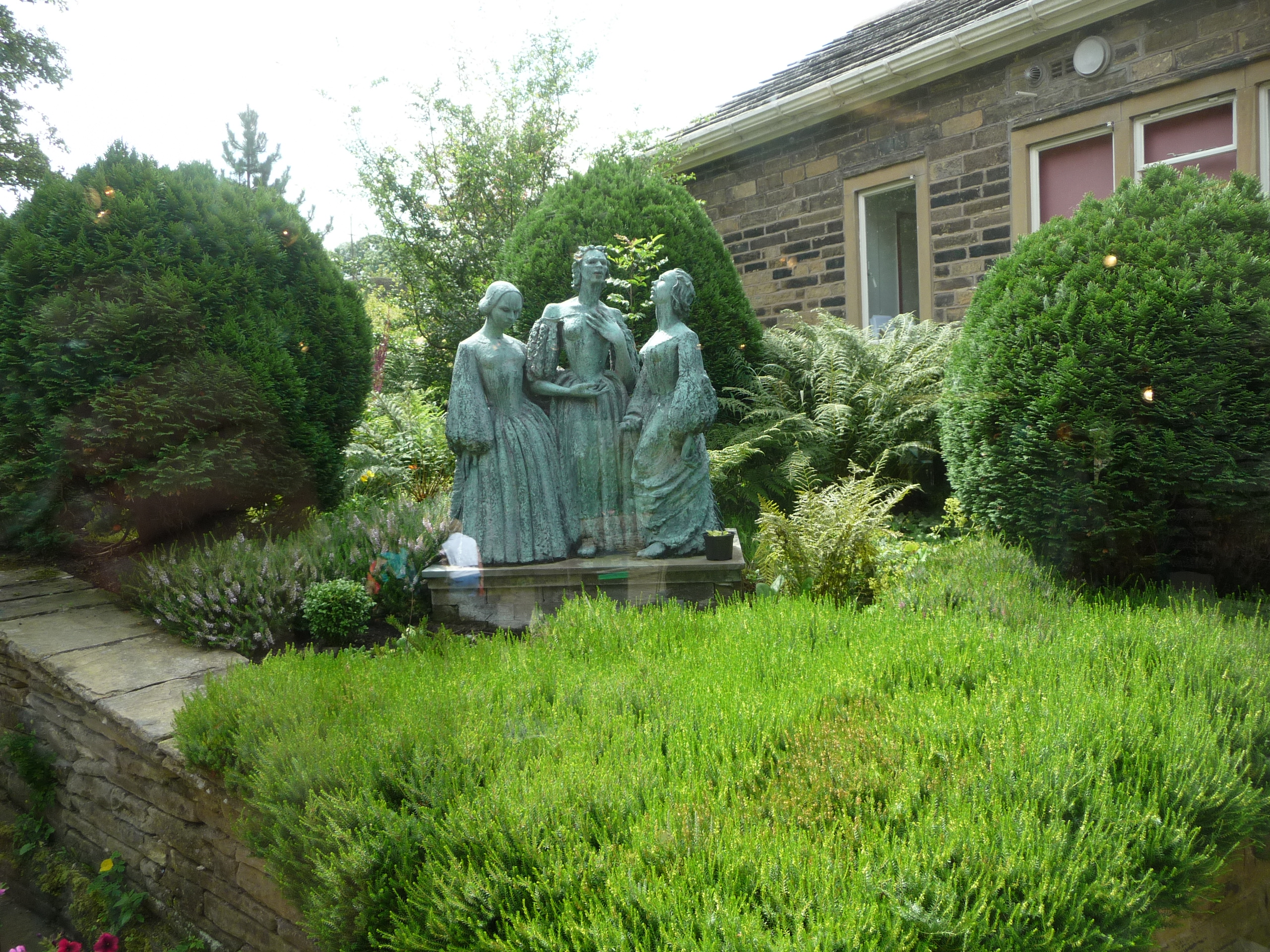
Monumento alle sorelle Brontë
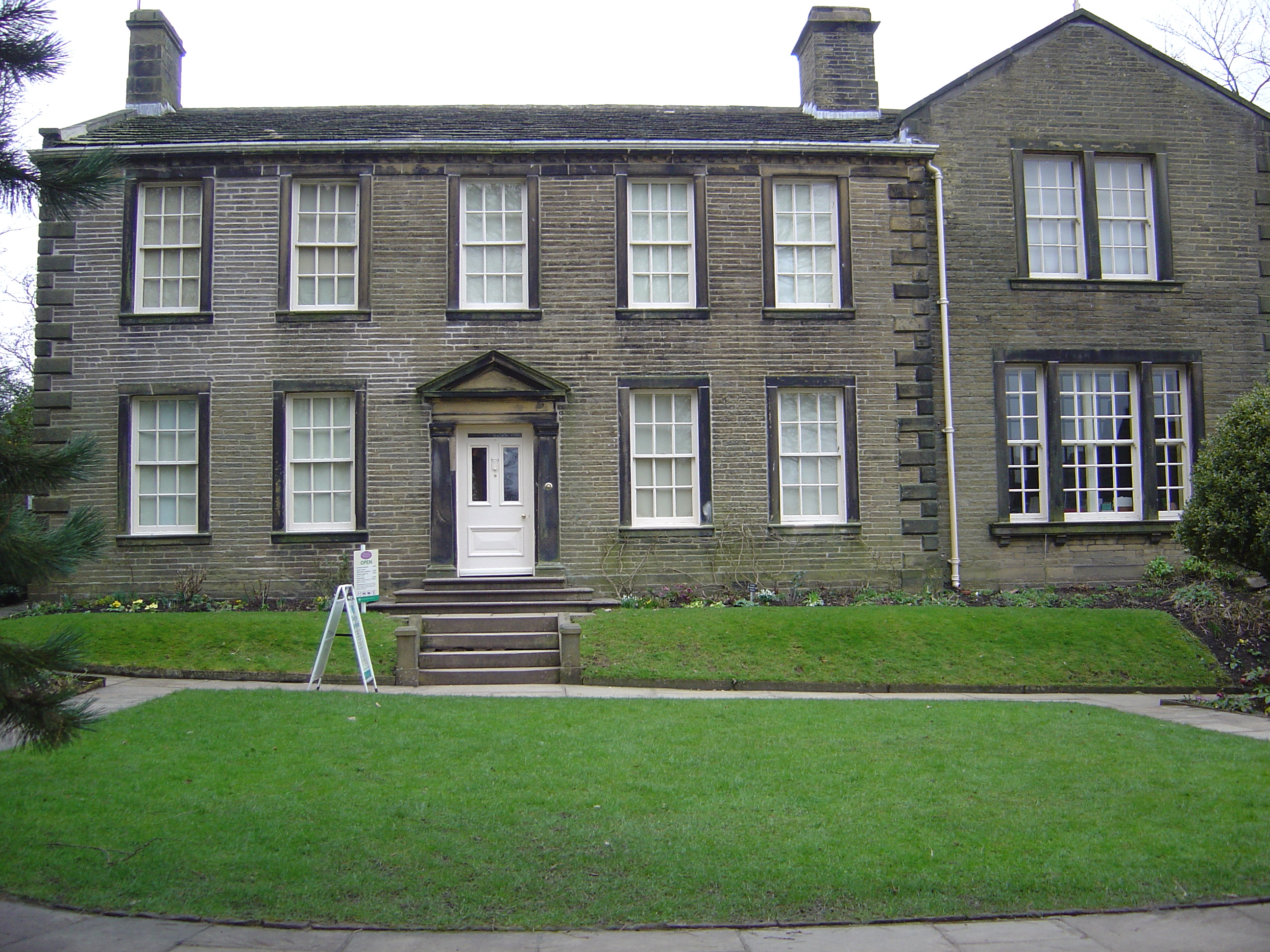
Il Brontë Parsonage Museum
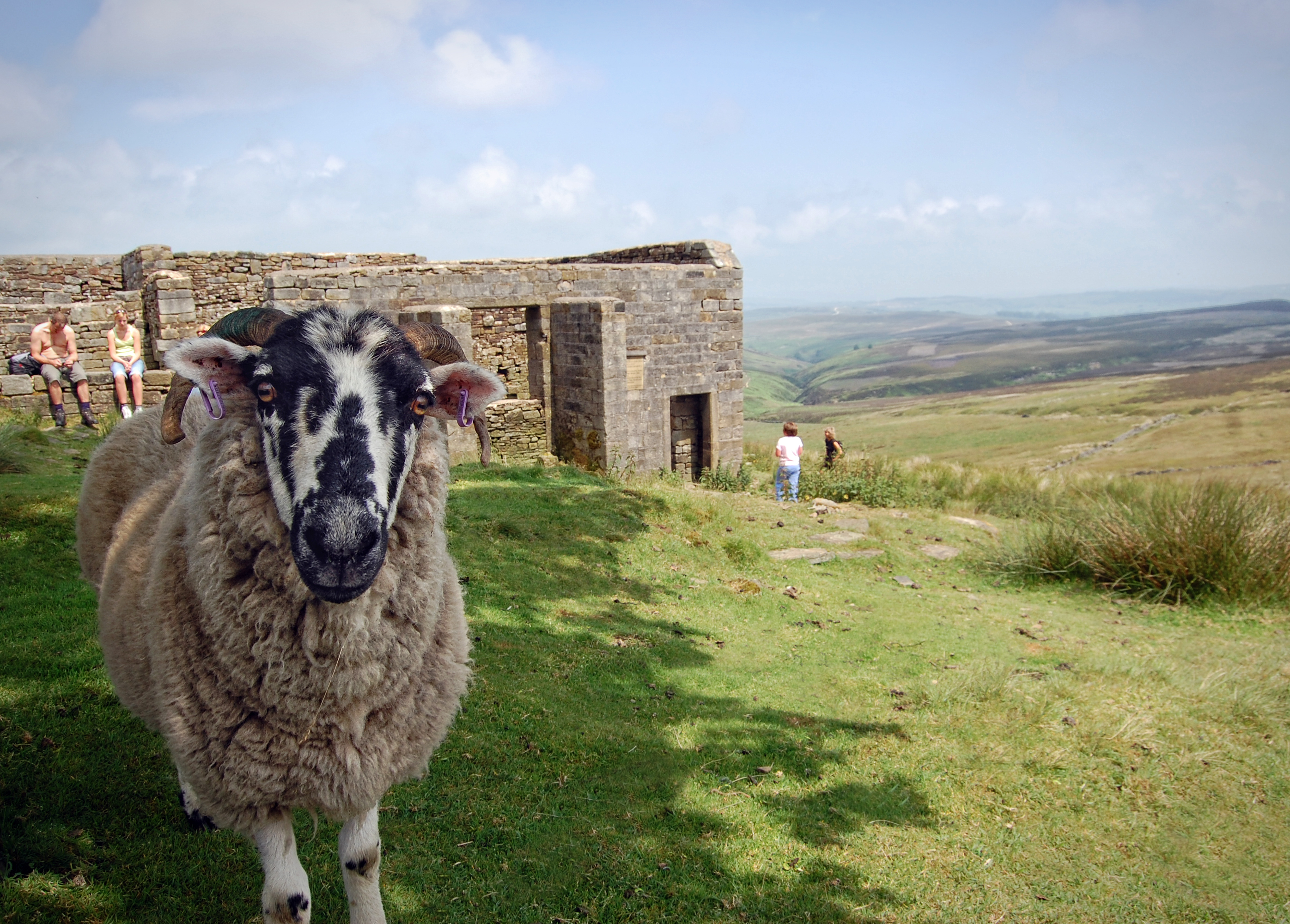
Top Withens